# 4172 Rochefort
4172 Rochefort este un asteroid din centura principală, descoperit pe 20 martie 1982 de Henri Debehogne.